# Накеев, Агля Рахманович
Агля Рахманович Накеев (11 июля 1908, Нигматуллино, Уфимская губерния — 4 июня 1976, Уфа) — главный агроном, заместитель директора Башкирского треста молочных и свиноводческих совхозов. Герой Социалистического Труда. Депутат Верховного Совета Башкирской АССР пятого созыва (1959—1963).

## Биография
Родился 11 июля 1908 г. в с. Нигматуллино.
Образование — высшее, в 1932 г. окончил Казанский государственный сельскохозяйственный институт.
Трудиться начал в 1932 г. агрономом по техническим культурам Народного комиссариата земледелия Башкирской АССР. В 1932—1935 гг. работал агрономом отделения, агрономом-плановиком, старшим агрономом Зилаирского зерносовхоза Баймакского района Башкирской АССР.
В 1935—1936 гг. учился на курсах повышения квалификации агрономов совхозов в Ленинграде.
В 1936—1939 гг. — старший агроном зерносовхоза имени БашЦИКа Благоварского района Башкирской АССР, в 1939—1945 гг. — старший агроном зерносовхоза «Красная Башкирия» Абзелиловского района, в 1945—1946 гг. — старший агроном Башкирского треста совхозов, в 1946—1952 гг. — главный агроном, заместитель директора Башкирского треста молочных и свиноводческих совхозов.
В 1952 г. А. Р. Накеев направлен директором Зилаирского зерносовхоза Баймакского района. За период его работы руководителем совхоза хозяйство получило 15 миллионов 300 тысяч рублей чистой прибыли. По сравнению с предыдущими годами производство хлеба возросло в 3,5, мяса — в 3,5, молока — в 13,5, шерсти — в 2 раза. Совхоз освоил более 7000 гектаров целинных и залежных земель.
За особые заслуги в освоении целинных и залежных земель, успешное проведение уборки урожая и хлебозаготовок в 1956 г. Указом Президиума Верховного Совета СССР от 11 января 1957 г. А. Р. Накееву присвоено звание Героя Социалистического Труда.
До ухода на заслуженный отдых в 1964 г. работал инструктором отдела сельского хозяйства Башкирского обкома КПСС, на пенсии продолжал трудовую деятельность в отделе кадров Башкирского треста «Скотопром».
Депутат Верховного Совета Башкирской АССР пятого созыва (1959—1963).
Умер 4 июня 1976 года, похоронен на Мусульманском кладбище Уфы.

## Награды
- Герой Социалистического Труда (1957)
- Награждён двумя орденами Ленина, медалями